# Carrer Cap de la Costa
Carrer Cap de la Costa és una obra del municipi de Cercs (Berguedà) inclosa en l'Inventari del Patrimoni Arquitectònic de Catalunya.

## Descripció
Es tracta d'un carrer amb habitatges tradicionals, la majoria de les cases són fetes amb maçoneria i pedra menuda, trobant-se fins i tot elements de tàpia. Predominen els exemples de plantes baixes més dos pisos, tot i que trobem exemples de fins a tres nivells, alguns d'ells amb un original aprofitament del pronunciat relleu. Les teulades són totes a dues aigües i el carener és perpendicular a la façana principal, a excepció de les tres primeres de la banda esquerra pel començament de la part alta. Presència de balcons sortints i baranes tradicionals en alguns primers pisos.

## Història
El carrer comença a la part posterior de l'antic Ajuntament i, salvant un fort desnivell i una corba pronunciada, acaba connectant actualment amb la part inferior de la nova barriada de Sant Jordi.
Juntament amb el nucli d'El Pont de Rabentí, constitueix un dels nuclis actuals més antics i tradicionals del terme municipal de Cercs. L'expansió data del pas del segle xix al xx i coincideix amb l'època de desenvolupament de la mineria i, conseqüentment, del conjunt del municipi. No ha tingut l'expansió d'altres zones i forma actualment un conjunt d'habitatges en degradació, si bé cal esmentar alguns exemples força reeixits de restauració i condicionament.